# Сан-Бьяджо-дель-Анелло (титулярная церковь)
Титулярная церковь Сан-Бьяджо-дель-Анелло (лат. Titulus Sancti Blasii de Anello seu de Anulo) — упразднённая титулярная церковь, учреждённая Папой Сикстом V 13 апреля 1587 года буллой Religiosa Sanctorum. В 1616 году эта титулярная церковь была упразднена Папой Павлом V, который передал её статус церкви Сан-Карло-ай-Катинари. Титулярная церковь принадлежала церкви, которая располагалась недалеко от нынешней церкви Сан-Карло-аи-Катинари и была снесена в 1617 году, чтобы освободить место для театинского монастыря Сант-Андреа-делла-Валле.

## Список кардиналов-священников титулярной церкви Сан-Бьяджо-дель-Анелло
- Ипполито де Росси — (27 апреля 1587 — 28 апреля 1591, до смерти);
- Гвидо Пеполи — (12 июня 1595 — 8 января 1596, назначен кардиналом-священником Сан-Пьетро-ин-Монторио);
- Фернандо Ниньо де Гевара — (21 апреля 1597 — 8 января 1599, назначен кардиналом-священником Сан-Мартино-ай-Монти);
- Бонвизо Бонвизи — (5 июля 1599 — 1 сентября 1603, до смерти);
- Джироламо Памфили — (25 июня 1604 — 11 августа 1610, до смерти);
- Орацио Спинола — (11 января — 24 июня 1616, до смерти).